# Ambiente biofísico
El ambiente terrestre o entorno biofísico es el entorno biótico y abiótico de un organismo o población y, por consiguiente, incluye los factores que influyen en su supervivencia, desarrollo y evolución Un entorno biofísico puede variar en escala de microscópico a global en extensión. También puede subdividirse según sus atributos. Los ejemplos incluyen el medio ambiente marino, el medio ambiente atmosférico y el medio ambiente terrestre. El número de entornos biofísicos es incontable, dado que cada organismo vivo tiene su propio entorno.
El término entorno puede referirse a un entorno global singular en relación con la humanidad, o un entorno biofísico local, por ejemplo. La Agencia de Medio Ambiente del Reino Unido.

## Interacción vida-medio ambiente
Toda la vida que ha sobrevivido debe haberse adaptado a las condiciones de su entorno. La temperatura, la luz, la humedad, los nutrientes del suelo, etc., influyen en cualquier especie, dentro de cualquier entorno. Sin embargo la vida a su vez modifica, en varias formas, sus condiciones. Algunas modificaciones a largo plazo a lo largo de la historia de nuestro planeta han sido significativas, como la incorporación de oxígeno a la atmósfera. Este proceso consistió en la descomposición del dióxido de carbono por microorganismos anaeróbicos que utilizaron el carbono en su metabolismo y liberaron el oxígeno a la atmósfera. Esto llevó a la existencia de plantas y animales a base de oxígeno, el gran evento de oxigenación. Otras interacciones son más inmediatas y simples, como el efecto de suavizado que tienen los bosques en el ciclo de la temperatura, en comparación con las áreas vecinas no predecibles.

## Estudios relacionados

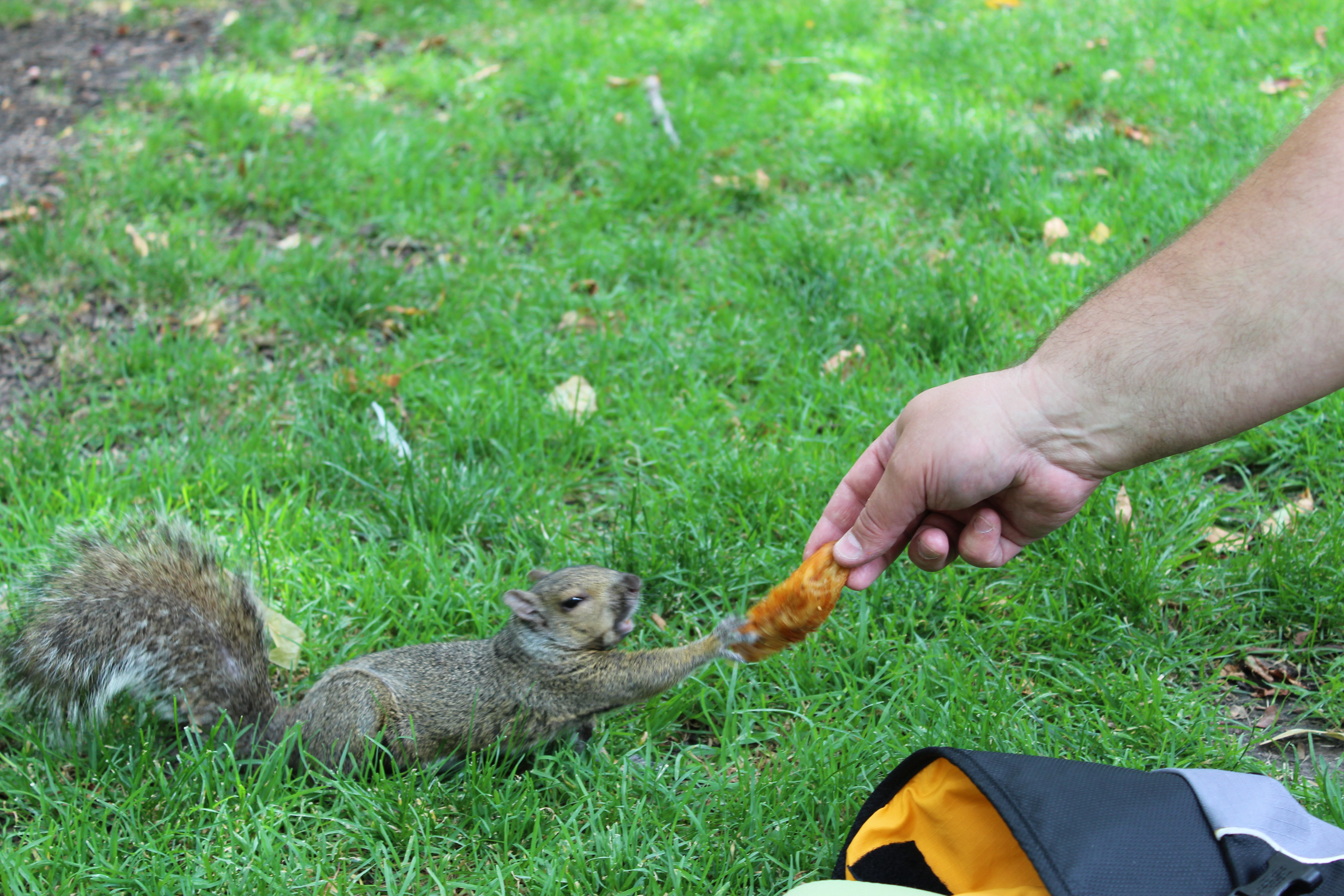
El ecosistema de los parques públicos a menudo incluye seres humanos que alimentan la vida silvestre.

La ciencia ambiental es el estudio de las interacciones dentro del ambiente biofísico. Parte de esta disciplina científica es la investigación del efecto de la actividad humana en el medio ambiente. La ecología, una subdisciplina de la biología y una parte de las ciencias ambientales, se confunde a menudo como un estudio de los efectos inducidos por el ser humano en el medio ambiente. Los estudios ambientales son una disciplina académica más amplia que es el estudio sistemático de la interacción de los humanos con su entorno. Es un amplio campo de estudio que incluye el entorno natural, los entornos construidos y los entornos sociales.
El ambientalismo es un amplio movimiento social y filosófico que, en gran parte, busca minimizar y compensar el efecto negativo de la actividad humana en el entorno biofísico. Los temas de preocupación para los ambientalistas generalmente se relacionan con el ambiente natural, siendo los más importantes el cambio climático, la extinción de especies, la contaminación y la pérdida de bosques antiguos. 
Uno de los estudios relacionados incluye el uso de la Ciencia de la Información Geográfica para estudiar el entorno biofísico.
Puede considerarse la existencia del ambientalismo complejo, que permite comprender los problemas ambientales como entidades complejas y multifacéticas que requieren soluciones sistémicas.Además de interpretar relaciones entre ecosistema y cultura.